# Opol
Opol (błr. Опаль; ros. Ополь) – agromiasteczko na Białorusi, w rejonie janowskim obwodu brzeskiego, około 21 km na północ od Janowa.
Siedziba parafii prawosławnej pw. św. Paraskiewy Serbskiej.
Wieś magnacka położona była w końcu XVIII wieku powiecie pińskim województwa brzeskolitewskiego.

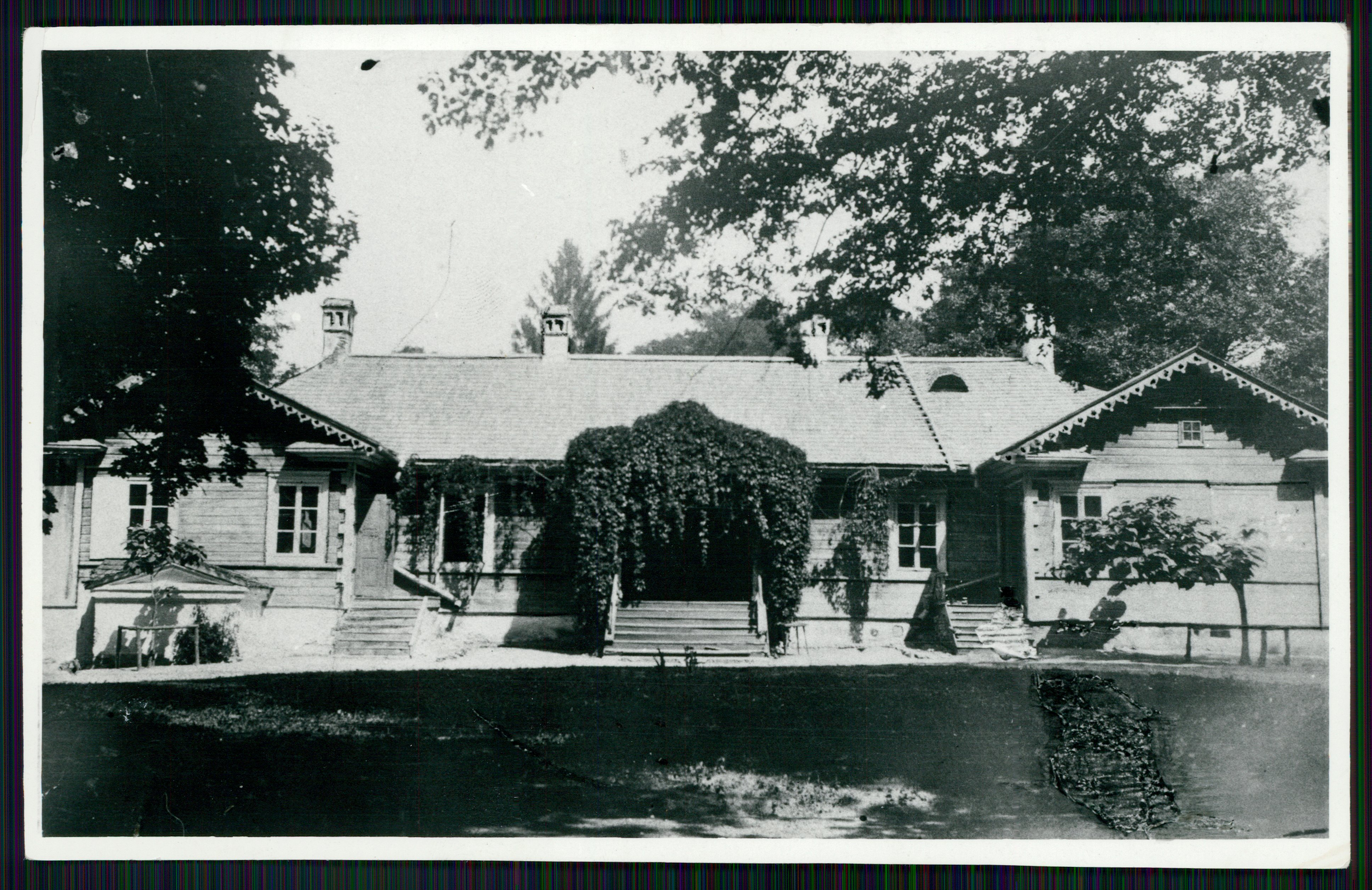
Dwór Jeleńskich w dwudziestoleciu międzywojennym

## Historia
Rozległy klucz Opol stanowił dziedzictwo rodów Kopciów i Połubińskich. Znaczący wkład w rozwój tego majątku wniósł kolejny właściciel, książę Michał Serwacy Wiśniowiecki (1680–1744), hetman wielki litewski. Wzniósł tu murowany zamek obronny. Nie jest znane żadne wyobrażenie tej fortecy, która została spalona i rozebrana na początku XIX wieku. Ocalał jednak wspaniały park z alejami tworzącymi literę „M”, a oglądanymi z odwrotnego kierunku – literę „W”, razem tworząc inicjały jego twórcy. Prawdopodobnie pochodzący z pierwszej połowy XVIII wieku spichlerz i resztki bastei obronnych przetrwały do okresu międzywojennego.
Córka Michała Anna (1695–1732), wychodząc w 1722 roku za Józefa Ogińskiego (1700–1736), wojewodę trockiego, połączyła fortuny obu rodzin. Ich spadkobiercą był ich syn Michał Kazimierz Ogiński (ok. 1730–1800), hetman wielki litewski. Wydawał on fortuny na pożyteczne projekty (budowy kanałów, fundacje sakralne, budowy fabryk) i na rozrzutne życie, co spowodowało, że pod koniec XVIII wieku musiał sprzedać Opol (prawdopodobnie Michałowi) Borzęckiemu herbu Półkozic. Jego spadkobiercami był syn Karol (zm. w 1854) i wnuczka Teresa (1830–1871), która, wychodząc za Kazimierza Jeleńskiego (1826–1893) herbu Wręby, połączyła rodową fortunę z majątkiem Jeleńskich. Po ich śmierci majątek odziedziczył ich syn Józef (1868–1922), a po nim, w wyniku podziału dóbr, Opol dostała jego córka Gabriela (1905–1992), która wyszła za Bogusława Zaleskiego (1899–1981). Byli oni ostatnimi właścicielami Opola.
Gmina Opol pod koniec XIX wieku liczyła 585 dusz.
Dobra Opol liczyły w 1914 roku 3500 ha, a w 1939 roku – około 2500 ha. Po II wojnie światowej była tu siedziba kołchozu, a w miejscu ruin zamku wybudowano jeden z kołchozowych budynków gospodarczych.
Przed rozbiorami Opol leżał w województwie brzeskolitewskim Rzeczypospolitej. Po III rozbiorze Polski znalazł się na terenie powiatu kobryńskiego, należącego do guberni słonimskiej (1796), litewskiej (1797–1801), a później grodzieńskiej (1801–1915) Imperium Rosyjskiego. Po ustabilizowaniu się granicy polsko-radzieckiej w 1921 roku Opol wrócił do Polski, był w gminie Bezdzież powiatu drohiczyńskiego województwa poleskiego, od 1945 roku – w ZSRR, od 1991 roku – na terenie Republiki Białorusi.
W drugiej połowie XVIII wieku (prawdopodobnie w 1796 roku) wybudowano w Opolu unicką cerkiew (możliwe, że był to wtedy kościół rzymskokatolicki). Drewniana cerkiew stoi do dziś, obecnie prawosławna, pod wezwaniem św. Paraskewy. Została obłożona plastikowym sidingiem, co zmniejszyło jej zewnętrzną wartość historyczną. Budynek ma układ trójnawowej bazyliki na planie prostokąta ze ściętymi narożami w części ołtarzowej, krytej dwuspadowym dachem, z trójkątnym frontonem wieńczącym fasadę i niewielką wieżyczką z barokowym hełmem nad prezbiterium. Jest to jedyna trójnawowa bazylika wśród drewnianych cerkwi Polesia. Do II wojny światowej jeszcze bardziej przypominała kościół, miała bowiem dwie wieże i ośmiokolumnowy portyk wgłębny.
Cerkiew, zgodnie ze współczesnym podziałem administracyjnym, znajduje się obecnie na terenie sąsiedniej wsi, Ladowicze (Лядавічы).

## Dom Borzęckich
Do zamku, przed jego spaleniem dobudowano dwie parterowe murowane oficyny wzniesione na planie litery H (istniały do 1939 roku). Po pożarze, prawa, większa oficyna została adaptowana na dom mieszkalny właścicieli majątku. Druga oficyna była wykorzystywana jako kuchnia, pralnia, spiżarnie i mieszkania dla służby. Całe wyposażenie majątku przepadło w czasie I wojny światowej.
Majątek w Opolu jest opisany w 2. tomie Dziejów rezydencji na dawnych kresach Rzeczypospolitej Romana Aftanazego.